# Efstathía Georgopoúlou-Saltári
Efstathía Georgopoúlou-Saltári (en grec Ευσταθία Γεωργοπούλου-Σαλτάρη), née le 30 juin 1954 à Athènes, est une femme politique grecque.

## Biographie
Aux élections législatives grecques de janvier 2015, elle est élue députée au Parlement grec sur la liste de la SYRIZA dans la circonscription de l'Élide.